# Lancia Delta-20/30HP
La Lancia Delta, anche nota come Lancia 20/30 HP o Lancia Tipo 56, è un'autovettura prodotta  dalla casa automobilistica Lancia, nel nuovo più ampio stabilimento di  Via Monginevro, tra il 1911 e il 1912.

## Il contesto
Oltre all'ormai annualmente consueto aumento di cilindrata e potenza (che questa volta subiva un incremento davvero notevole), la 20/30 HP presentava una interessante miglioria tecnica: l'alimentazione non avveniva più per semplice caduta (quindi per forza di gravità) ma con l'ausilio di una apposita pompa.
La 20/30 HP era disponibile con passo normale oppure corto.
Anche se le informazioni sono quasi nulle, pare sia stata costruita anche una versione ulteriormente potenziata, destinata essenzialmente all'impiego sportivo, ricordata come Didelta.
La 20/30 HP venne costruita nel 1911 e fu sostituita nel 1912 dalla 20/30 HP (tipo 58, poi Epsilon).

## Caratteristiche tecniche
- Periodo produzione: anno 1911
- Motore: Tipo 56; motore anteriore, longitudinale, a 4 cilindri in linea, monoblocco (in ghisa), alesaggio mm 100, corsa mm 130, cilindrata totale cm³ 4084,07, testa cilindri fissa, basamento in lega d'alluminio, distribuzione a valvole laterali parallele (2 valvole per cilindro) comandate tramite un albero a camme laterale  (nel basamento) azionato da ingranaggi; albero motore su tre supporti; rapporto di compressione 5:1, potenza massima CV 60 a 1.800 giri/minuto; alimentazione mediante pompa (azionata dall'albero a camme) con carburatore verticale monocorpo Lancia a 2 ugelli; accensione a magnete ad alta tensione (Bosch) con valore dell'anticipo regolabile manualmente; lubrificazione forzata, con pompa; capacità del circuito di lubrificazione litri 8; raffreddamento ad acqua, circolazione forzata, radiatore a tubi alettati, ventola meccanica;
- Trasmissione : ad albero con giunti cardanici, trazione sulle ruote posteriori; frizione multidisco a bagno d'olio; cambio (scatola in lega leggera) a 4 rapporti più retromarcia con comando a leva laterale; rapporti del cambio: 3,891:1 in prima, 2,381:1 in seconda, 1,618:1 in terza, presa diretta (1:1) in quarta, 3,268:1 in retromarcia; rapporto finale di riduzione (ingranaggi conici) 3,267:1 (15/49) oppure 3,0625:1 (16/49) oppure 3,600:1 (15/54)
- Sospensioni: anteriormente ad assale rigido e balestre longitudinali semiellittiche, posteriormente ad assale rigido con balestre longitudinali a 3/4 di ellisse
- Freni: freno a pedale (meccanico) agente sulla trasmissione e  freno a mano (meccanico) agente sulle  ruote posteriori
- Ruote e pneumatici: ruote in legno a razze (su richiesta: ruote a raggi tangenti) pneumatici 820 x 120
- Sterzo: posizione guida a destra; sterzo a vite e ruota.
- Serbatoio carburante: capacità litri 65
- Telaio: in acciaio, a longheroni e traverse; passo cm 293,2 (disponibili peraltro telai con passo di cm 274), carreggiata anteriore cm 133 carreggiata posteriore cm 133; lunghezza del telaio variabile a seconda del passo (cm 400 col passo di cm 293,2, cm 377 col di cm 274), larghezza del telaio cm 161,5; peso del telaio, in ordine di marcia, variabile a seconda del passo (Kg 900 col passo di cm 293,2, Kg 885 col passo di cm 274)
- Prestazioni: velocità massima (con il rapporto di trasmissione più lungo) circa Km/h 115 (velocità max nelle varie marce: 30 in 1a, 48 in 2a, 71 in 3a, circa 115 in 4a)
- Numerazione telai: dal n° 559 al n° 861 (303 esemplari; la numerazione include certamente i pochi esemplari di Didelta.